# Aeropuerto de Herzliya
El Aeropuerto de Herzliya  (en hebreo: שְׂדֵה הַתְּעוּפָה הֶרְצְלִיָּה) (IATA: HRZ, ICAO: LLHZ) es un aeropuerto situado en la ciudad de Herzliya, en el centro de Israel. El aeropuerto es utilizado principalmente por las escuelas de vuelo y para la aviación general. No tiene ninguna terminal.
Herzilya fue utilizado por el escuadrón 101 ( el primer escuadrón de combate de la Fuerzas de Defensa de Israel) como una base temporal, de junio a octubre de 1948. A principios de 2008, un nuevo sistema de seguridad se instaló en el aeródromo. Los planes de los gestores de la Autoridad de Aeropuertos de Israel y de la aviación civil para ampliar el campo de vuelo hacia el sur por 100 dunams (10 hectáreas) fueron rechazados . Por el contrario , el exalcalde de Herzliya Yael alemán abogó por un cerrar por completo el aeropuerto, con el argumento de que su uso pone en peligro a los residentes locales.
En diciembre de 2015, se anunció que el aeropuerto podría dar paso a un nuevo espacio residencial e industrial. 